# Bova Marina
Bova Marina (görög nyelven Jalò tu Vùa) egy  község (comune) Olaszország Calabria régiójában, Reggio Calabria megyében.

## Fekvése
A település a Jón-tenger partján fekszik. Határai: Bova, Condofuri és Palizzi.

## Története
A települést 1870-ben alapította Dalmazio D’Andrea Reggio Calabria és Bova püspöke. 1908-ig Bova része volt, majd önálló lett község lett.

## Népessége
A népesség számának alakulása:

## Főbb látnivalói
- Madonna del Mare-templom
- San Giovanni Bosco-templom
- Madonna dell’Immacolata-templom